# 줄리아 로버츠
줄리아 피오나 로버츠(영어: Julia Fiona Roberts, 1967년 10월 28일 ~ )는 미국의 배우, 영화 제작자이다.
로버츠는 1990년대 초반에 들어서면서 전 세계적으로 4.63억 달러의 수익을 달성한 로맨틱 코미디 영화 《귀여운 여인》에서 리처드 기어의 상대역으로 출연하면서 순식간에 유명해졌다. 이후 2000년 영화 《에린 브로코비치》의 출연으로 비평가들의 찬사를 받으며 2001년 아카데미 여우주연상을 수상했고, 1989년 《철목련》, 2013년 《어거스트: 가족의 초상》으로 여우조연상 후보, 1990년 《귀여운 여인》으로 여우주연상 후보에 오른 적이 있다. 줄리아 로버츠가 출연한 영화 《펠리칸 브리프》, 《내 남자친구의 결혼식》, 《노팅힐》, 《런어웨이 브라이드》와 《오션스 일레븐》의 영화 수익은 모두 합치면 20억 달러가 넘는다.
로버츠는 세계에서 최고 출연료를 기록한 여자 배우이며, 할리우드 리포터지에서 뽑은 연도별 고소득 여자 배우 목록에서 4년 동안(2002년부터 2005년까지) 1위를 유지했다. 1999년 《귀여운 여인》에서는 30만 달러를 받았으나, 2003년 《모나리자 스마일》에서는 2500만 달러를 받았다. 2007년기준으로, 줄리아 로버츠의 순자산은 1.4 억 달러로 평가되었다.
로버츠는 《보그》의 표지로 등장한 최초의 여자 배우이며, 여자로서 최초로 《GQ》의 표지에 등장했다. 《피플지》에서 뽑는 〈세계에서 가장 아름다운 50명〉에서 11번 선정되어 핼리 베리와 동률을 이루고 있다. 2001년에, 《레이디스 홈 저널》은 미국에서 가장 영향력있는 여성으로 국무장관 콘돌리자 라이스와 영부인 로라 부시를 제치고, 줄리아 로버츠를 11위로 기록했다. 로버츠는 현재 레드 옴 필름즈("모더" 또는정식명 "슈레이스 프러덕션")라는 제작사를 소유하고 있다.

## 어린 시절
줄리아의 본명이 "줄리"였다고 일반적으로 알려져 있으나 이는 사실이 아니다. 로버츠는 인터뷰에서 "줄리"는 초등학교때 친구가 불러준  별명이었으며 이 별명에 불만스러워했다고 말했다. 로버츠는 미국 조지아주 코브 카운티 스머나에서 태어났다. 아버지, 월터 그래이디 로버츠( Walter Grady Roberts)는 진공 청소기 판매자였고, 미니애폴리스 출신 어머니, 베티 루 모테즈(Betty Lou Motes)는 한때 개신교 교회 집사였고 지금은 부동산 중개업자이다. 한때 배우와 극작가였던 부모는 군대에서 연극을 공연하던 동안에 만났고, 나중 조지아주에 애틀랜타 액터즈 앤 라이터즈 워크샵(Atlanta Actors and Writers Workshop)를 공동창립했다; 로버츠의 부모는 1971년에 이혼했다. 로버츠는 아일랜드와 스웨덴계 미국인이다. 이후에 어머니는 마이클 모테즈(Michael Motes)와 결혼했고 1976년에 두 번째 딸인, 낸시 모테즈(Nancy Motes)를 낳았다. 로버츠의 아버지는 로버츠가 10살일 때 암으로 사망했다. (다소 소원해진) 오빠와 언니, 에릭 로버츠와 리사 로버츠 질리언도 배우이다. 로버츠는 어렸을 때 수의사가 되고 싶었지만, 스머나의 캠프벨 고등학교를 졸업하고 곧바로 조지아 주립 대학교를 다녔다. 대학을 마치고 로버츠는 뉴욕으로 향하여 언니 리사 로버츠 질리언과 합류했고 배우의 경력을 쌓았다. 여기서 한번 클릭 모델링 에이전시와 계약하게 되어서 배우로 등재되었다. 스크린 액터즈 길드가 "줄리 로버츠"로 등록되어 있음을 확인하고 본래의 이름인 "줄리아 로버츠"로 등록했다.
어렸을때부터 영화 촬영장에서 줄리아를 사용해온 줄리아 로버츠의 조카딸인, 엠마 로버츠는 배우 산업에 아버지 및 아주머니와 합류했다. 최근에, 엠마는 니켈로디언 시리즈 《언패불러스》에 출연 배우로 선정되었고 2001년 영화 《블로우》, 2006년 영화 《아쿠아마린》과 2007년 영화 《낸시 드류》에 등장했다.

## 경력

### 1986년 ~ 1989년, 초창기
로버츠는 상대 배역으로 오빠 에릭과 같이 첫 번째 연기로 자신의 영화 《블러드 래드》를 제작했다. 《블러드 래드》에서 로버츠의 대사는 단지 두 줄이며, 1986년에 제작을 완료했지만, 1989년까지 상영하지 않았다. 로버츠의 첫 번째 텔레비전 출연은 1987년 2월 13일에 《서바이버》라는 에피소드 제목으로 방송한 《크라임 스토리》에서 미숙한 강간 피해자로 데니스 퍼리너와 같이 등장했다. 또한, 《세서미 스트리트》에서 엘모의 상대역으로 등장해서, 감정의 변화를 잘 소화시킨 연기력을 표출하게 된다. 로버츠는 1988년에 개봉한 독립영화 《미스틱 피자》에서 처음으로 영화팬의 주목을 받게 된다. 같은 해에, 《마이애미의 두 형사》 4번째 시즌의 마지막 에피소드에서 배역을 따게 된다. 다음 해에 《철목련》에서 당뇨병으로 고군분투하는 젊은 신부로 등장하고 영화 배우로 데뷔한 이후 처음으로 오스카상(여우조연) 지명을 받았다.

### 1990년 ~ 2000년, 배역과 성공
로버츠는 1990년에 신데렐라/피그말리온 이야기 《귀여운 여인》에서 상대배역 리처드 기어와 함께 출연하여 세계적인 명성을 얻었다. 로버츠가 처음으로 2가지 배역으로 선택된 이후에, 몰리 링월드와 멕 라이언의 인기는 감소했다. 이 배역은 두 번째 오스카상도 받게 되고, 당시에 최고의 배우가 되었다. 로버츠의 다음 영화인 스릴러 《적과의 동침》는 크게 성공했다. 그녀는 미친 남편, 패트릭 버진에서 도망치는 비참한 삶과 아이오와에서 새로운 인생을 시작하는 연기를 했다. 로버츠는 1991년에 스티븐 스필버그의 《후크》에서 팅커벨로 등장한다. 《후크》를 촬영하는 2년 동안 1992년에 로버트 올트먼이 찍은 《플레이어》의 카메오로 출연한 경우를 제외하고 다른 영화에 등장하지 않았다. 1993년 초에, 로버츠는 《피플》 표지에 〈줄리아 로버츠에게 무슨일이 생겼나?〉라는 질문으로 등장한다.
1993년에, 로버츠는 상대배역 덴절 워싱턴과 함께 출연하고, 존 그리셤의 소설을 각색해서 촬영한 《펠리칸 브리프》가 크게 성공한다. 1996년에 리엄 니슨과 출연한 영화 《마이클 콜린스》에도 등장한다. 그리고 몇 년 동안, 그녀가 출연한 영화는 비평받고 상업적으로 실패한다. 왜냐하면 당시 배역이 그녀의 연기와 너무 동떨어져 있기 때문이다. 로버츠는 1997년에 크게 성공한 코미디 《내 남자친구의 결혼식》로 연속된 실패를 멈추었고, 결국에 영화에 출연할 수 있고 영화의 성공을 보장하는 배우로 초기 명성을 되찾았다. 로버츠는 1999년에 휴 그랜트와 함께 《노팅힐》에 출연한다. 같은 년도에, 줄리아 로버츠와 리처드 기어가 같이 등장한 두 번째 영화《런어웨이 브라이드》도 출연한다.
로버츠는 1999년 5월 5일에 방영된 《로 앤 오더》의 에피소드 〈Empire〉에서 당시의 남자친구였던 벤저민 브랫과 게스트 배우로 등장한다.

### 2001년 ~ 2005년, 계속된 성공

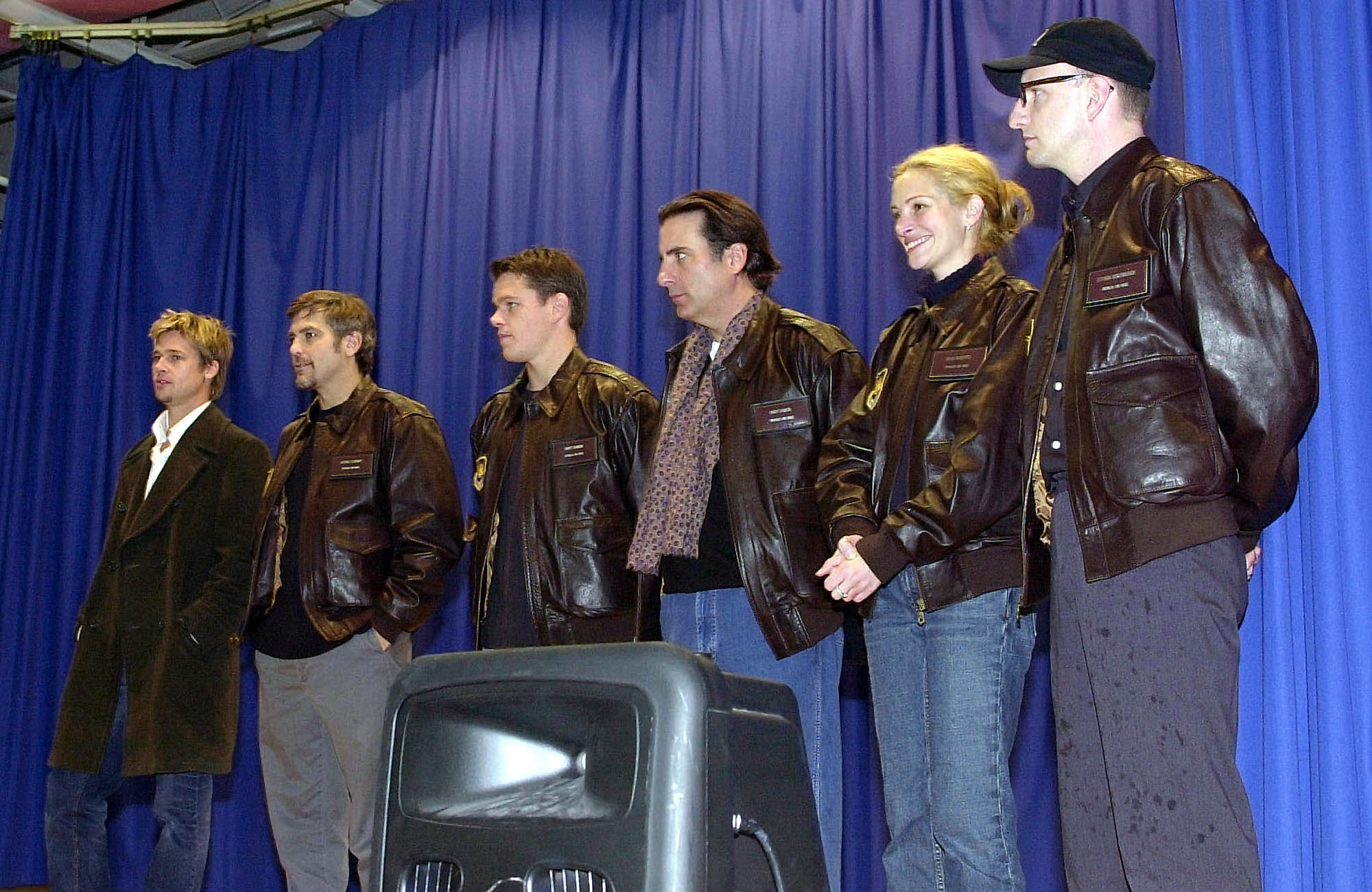
2001년 12월에《오션스 일레븐》의 출연배우인, 브래드 피트, 조지 클루니, 맷 데이먼, 앤디 가르시아, 줄리아 로버츠와 감독 스티븐 소더버그가 함께 찍은 사진이다.

2001년에, 로버츠는 《에린 브로코비치》에서 퍼시픽 가스 앤 일렉트릭 컴패니를 상대로 성공적인 소송을 도와주는 배역의 연기로 오스카 여우주연상을 받게 된다. 다음년도에 덴절 워싱턴이 오스카 남우주연상을 받을 때 동석한 로버츠가 톰 콘티가 없어서 기쁘다고 말해서 비난받았다. 로버츠가 말한 상대는 작년에 오스카 수상소감을 재촉한 진행자 빌 콘티였지만, 실수로 영국 배우의 이름을 말했다. 로버츠는 《에린 브로코비치》 감독 스티븐 소더버그와 함께 3편 이상의 영화를 촬영했다.(2001년《오션스 일레븐》, 2002년 촬영한 《풀 프론탈》, 2004년에 촬영한 《오션스 트웰브》)
2005년에 로버츠는 데이브 매슈스 밴드의 싱글 〈Dreamgirl〉의 뮤직비디오에서 주연으로 출연한다. 로버츠는 데이브 매슈스 밴드의 오래된 팬이라고 언급했다.

### 2006년, 브로드웨이 데뷔
줄리아 로버츠는 2006년 4월 19일에 리처드 그린버그의 연극, 《쓰리 데이스 오브 레인》의 재공연에서 난으로 브로드웨이 데뷔를 했다. 상대배역은 《에일리어스》와 《키친 컨피덴셜》에 출연했던 브래들리 쿠퍼와, 《40살까지 못해본 남자》에 출연했던 폴 루드와 함께 연기했다. 연극은 첫주 공연을 진행하는 동안에 입장권 판매로 거의 100만 달러 수익을 달성했고 제한된 공연으로 상업적으로 성공하지만, 대부분의 비평가는 로버츠의 연기를 강하게 비판했다. 《뉴욕타임즈》 비평가 벤 브랜틀리는 "(특히 첫 번째 연기에서) 자이식 과잉과 단지 줄리아 연기라는 글자로 넌지시 친근함"을 동반하는 것으로, 자화자찬된 '줄리아중독'이라고 비평했다. 브랜틀리는 "조 만텔로가 감독해서 어색한 예술적인 미덕과 분열된 연기로 식별이 거의 불가능하게" 기록된, "그린버그의 품위없는 연극"의 제작도 비난했다. 《쓰리 데이스 오브 레인》은 무대설계 부분에서 2번 토니상 후보로 지명을 받지만, 수상하지 못한다. 그러나, 로버츠는 그녀의 연기로 (유명하지 않은 극장상인) 브로드웨이닷컴 관객상을 수상한다.

### 2006년 이후
2006년에 로버츠의 두 영화, 《앤트 불리》와 《샬롯의 거미줄》이 개봉했다. 로버츠는 이 영화에서 성우로만 출연한다. 톰 행크스와 필립 시모어 호프먼과 출연한 줄리아의 다음 영화는 《찰리 윌슨의 전쟁》이다. 감독은 마이크 니컬스이고, 이전에 CBS 보도기자였던 조지 크릴이 쓴 책을 각색했다; 《찰리 윌슨의 전쟁》은 2007년 12월 21일에 개봉한다. 라이언 레이놀즈와 윌럼 더포를 주역배우로 촬영한, 《파이어플라이스 인 더 가든》은 2008년에 개봉할 예정으로 촬영이 종료되어 편집중에 있다. 케이트 제이컵스의 소설을 각색한, 《금요일 밤의 뜨개질 클럽》도 로버츠를 주역배우로 선정할 것이라고 발표했다.

## 영향력
2007년 2월에, 로버츠는 촬영한 31개 영화만으로 미국 박스 오피스에서 2,204,631,930 달러의 수익을 달성한 역사상 가장 유명한 영화 배우다. 제임스 울머는 독립 영화와 스튜디오 영화에서 세계적으로 영향력있는 배우와 감독을 종합적으로 평가하여 기록한다. 줄리아는 톰 크루즈와 톰 행크스같은 유명인보다 높게 평가되는 울머 스케일의 최고 정상급 스타로 인정받고 있다. 이는 동급의 남자 배우가 등장하지 않거나 단신으로 출연한 영화가 성공의 보증수표처럼, 어떤 배우보다 영화광을 매료시키는 능력을 부분적으로 지녔기 때문이다.

## 사생활

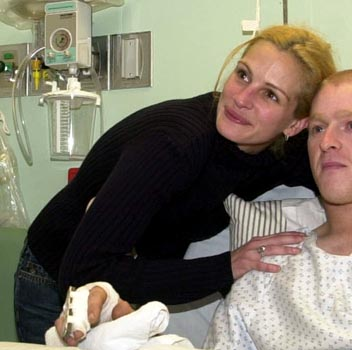
2001년 12월 7일에, 로버츠는 터키 인설릭 공군기지 인설릭 병원에서 봉사활동을 했다.

명확한 사생활을 지닌 배우, 휴 그랜트가 책방에서 유명한 배우와 사랑에 빠지는 로맨틱 코미디, 《노팅힐》을 반영한 이후, 로버츠의 사생활은 자주 주목받고 있다.

### 관계
로버츠는 리엄 니슨, 딜런 맥더못, 키퍼 서덜랜드, 라일 러벳, 대니얼 데이 루이스, 매슈 페리와 벤저민 브랫을 포함한 수많은 유명인과 로맨틱한 관계로 널리 보도되었다. 특히 대니얼 데이 루이스는 이자벨 아자니와 연인, 그것도 이자벨 아자니가 대니얼 데이 루이스의 아이를 임신한 상황에서 줄리아 로버츠와 바람이 나 이자벨 아자니를 미혼모로 만들어가면서 결별하고 줄리아 로버츠를 선택해 논란이 되기도 했다. 로버츠는 잠시 동안 《철목련》의 상대배우, 맥더못와 약혼했었다. 1990년에 《유혹의 선》에서 상대배우로 등장한 서덜랜드와 만났다; 서덜랜드는 아내와 자식을 떠나보내고 로버츠와 사귀었다. 1990년 8월에, 로버츠와 서덜랜드는 약혼을 발표했다. 그들은 1991년 6월 14일에 결혼할 계획도 있었다. 로버츠는 결혼하기 3일전에 서덜랜드가 어맨다 라이스라는 스트리퍼와 만나는것을 발견하고 약혼을 파기했다. 그결과, 로버츠는 서덜랜드의 친구, 제이슨 패트릭과 아일랜드에 여행을 갔다. 1993년 6월 27일에, 로버츠는 컨트리 가수 라일 로벳과 결혼했다;로버츠와 로벳은 단지 3주전에 만났다. 결혼식 장소는 진행하기 72시간전에 공개했다. 그곳은 로벳이 순회공연했던 메리언이다. 2년 후쯤인 1995년 3월에, 로버츠와 로벳은 별거를 선언한다. 얼마후에 그들은 이혼하게 된다.
1998년에, 로버츠는 《로 앤 오더》출연배우 벤저민 브랫과 사귀기 시작했다. 브랫은 로버츠가 2001년 3월 25일에 아카데미 시상식에 참여하여 오스카 여우주연상을 수상했을 때 동행했다. 3개월 후인 2001년 6월에, 로버츠와 브랫은 결별을 발표했다. 로버츠는 결별에 대하여 "친절하고 상냥했던 벤저민이 변했기 때문이다."라고 언급했다.
로버츠는 2000년에 연기한《멕시칸》영화 촬영장에서 현재의 남편이자 카메라맨인, 대니얼 모더를 만나서 사귀기 시작했다. 하지만 모더는 가정이 있던 유부남으로 둘은 불륜 사이였다. 시간이 흐르고, 모더는 1년 전에 결혼했던 비라 스타인버그와 이혼하게 되었고, 결국 2002년 7월 4일에 멕시코 타오스에 위치한 로버츠의 목장에서 그녀와 결혼한다.
2004년 12월 28일에, 대니얼과 줄리아는 쌍둥이를 낳아서 헤이즐 퍼트리샤 딸과 피노스 월터 아들의 부모가 되었다. 세 번째 아이, 헨리 대니얼 모더 아들은 2007년 6월 18일에 로스앤젤레스에서 태어났다.

### 주거지
로버츠는 맨해튼의 그러머시 파크 근처에 위치한 펜트 아파트를 소유하고 있다. 소문에 의하면 주말에 유니온스퀘어 근처의 시장에서 좋아하는 유기농 식품을 직접 구매하는 익명의 가게가 있다고 한다. 로버츠의 가족은 타오스, 뉴욕 시, 말리부와 베니스비치에 위치한 집에서 번갈아가며 주거한다.
그러나 로버츠는 더 이상 베니스비치 주거지를 소유하지 않는 것으로 인식된다. 모더와 결혼한 지 얼마 후에, 말라부의 해변에 위치한 부동산 2곳을 2,000만 달러에 구매했고 오랫동안 가족이 주거할 맨션을 계획했다. 로버츠는 기존 주거지를 철거했고 새로운 6,144평방피트 맨션을 건축할 계획을 세웠다. 이 맨션은 2007년 크리스마스에 완성될 예정이었고 5개의 침실과 6개의 욕실이 있다. 또한, 테니스 경기장과 올림픽 수영장도 들어설 예정이다. 건축이 완료되었을 당시에 맨션의 시세는 400만 달러 이상이었다.
로버츠는 전체 영화경력에서 결코 나체장면으로 출연한적이 없다. 가장 노출된 《유혹의 선》에서 그녀의 상체는 심장 박동기와 노출되었지만, 가슴은 브래지어로 덮혀있었다.

### 자선활동
로버츠는 다른 자선 단체보다 유니세프에서 봉사활동을 했다. 1995년 봄에, 로버츠는 유니세프에 열성적으로 지원했고, 로버츠가 구호단체의 빈곤층 대상자 일부를 만나기도 했다. 5월 10일에, 포르토프랭스에 도착해서 "내 자신을 배우기 위해서"라고 말했다. 빈곤은 로버츠가 도와도 어쩔 수 없는 무력함을 발견했다. "내 가슴이 폭발한다"라고 심정을 토로했다. 유니세프는 로버츠의 6일간 방문이 후원을 증가하는 계기가 되길 공식적으로 희망했다: 당시 광고는 1000만 달러를 달성했다.
2000년에, 로버츠는 로스앤젤레스, 볼티모어와 뉴욕에서 발생된 레트 증후군에 대한 다큐멘터리, 《사이트 에인절스》를 언급했다. 사이트 에인절스는 레트 증후군에 대한 도움과 개선을 위한 종합계획으로 제작되었다. 2006년 7월에, 어스 바이오퓨얼스는 회사의 대변인과 재사용할 수 있는 연료의 사용을 촉진할 신설된 자문 위원으로 로버츠가 선정되었음을 발표했다.

## 출연 작품

### 영화
| 연도   | 영화                       | 배역                  | 비고 |
| ------ | -------------------------- | --------------------- | --- |
| 1987년 | 파이어하우스               | 뱁즈                  | |
| 1988년 | 미스틱 피자                | 데이지 아루조         | |
| 1988년 | 새티스팩션                 | 대릴                  | |
| 1989년 | 최후의 결전                | 마리아 콜로게로       | |
| 1989년 | 철목련                     | 셸비 이턴 래처리      | 제47회 골든 글로브 시상식(여우조연상) |
| 1990년 | 유혹의 선                  | 라셸 매너스           | |
| 1990년 | 귀여운 여인                | 비비언 워드           | 제48회 골든 글로브 시상식(여우주연상-뮤지컬코미디) |
| 1991년 | 후크                       | 팅커벨                | |
| 1991년 | 사랑을 위하여              | 힐러리 오닐           | |
| 1991년 | 적과의 동침                | 세라 워터스/로라 버니 | |
| 1992년 | 더 플레이어                | 카메오 출연           | |
| 1993년 | 펠리칸 브리프              | 다비 쇼               | |
| 1994년 | 프레타 포르테              | 앤 아이젠하워         | |
| 1994년 | 사랑의 특종                | 사브리나 피터슨       | |
| 1995년 | 사랑 게임                  | 그래이스 킹 비숑      | |
| 1996년 | 에브리원 세즈 아이 러브 유 | 폰 시델               | |
| 1996년 | 마이클 콜린스              | 키티 키어넌           | |
| 1996년 | 메리 라일리                | 메리 라일리           | |
| 1997년 | 컨스피러시                 | 엘리스 서튼           | |
| 1997년 | 내 남자친구의 결혼식       | 줄리언 포터           | |
| 1998년 | 스텝맘                     | 이저벨 켈리           | |
| 1999년 | 런어웨이 브라이드          | 매기 카펜터           | |
| 1999년 | 노팅힐                     | 애나 스콧             | |
| 2000년 | 에린 브로코비치            | 에린 브로코비치       | 제6회 크리틱스 초이스 시상식(여우주연상) 제21회 런던 비평가 협회상(여우주연상) 제7회 미국 배우 조합상(영화부문 여우주연상) 제54회 영국 아카데미 시상식(여우주연상) 제73회 미국 아카데미 시상식(여우주연상) 제10회 MTV영화제(최고의 여자배우상) 제58회 골든 글로브 시상식(여우주연상-드라마) 제26회 LA 비평가 협회상(여우주연상) |
| 2001년 | 오션스 일레븐              | 테스 오션             | |
| 2001년 | 아메리칸 스윗하트          | 캐서린 키키 해리슨    | |
| 2001년 | 멕시칸                     | 서맨사 바젤           | |
| 2002년 | 컨페션                     | 퍼트리샤 왓슨         | |
| 2002년 | 그랜드 챔피언              | 졸렌                  | |
| 2002년 | 풀 프론탈                  | 캐서린/프랜체스카     | |
| 2003년 | 모나리자 스마일            | 캐서린 앤 왓슨        | |
| 2004년 | 오션스 트웰브              | 테스 오션             | |
| 2004년 | 클로저                     | 애나                  | |
| 2006년 | 샬롯의 거미줄              | 샬롯(목소리)          | |
| 2006년 | 앤트 불리                  | 호바(목소리)          | |
| 2007년 | 찰리 윌슨의 전쟁           | 조앤 헤링             | |
| 2008년 | 반딧불이 정원              | 리사                  | |
| 2009년 | 더블 스파이                | 클레어 스텐윅         | |
| 2010년 | 발렌타인 데이              | 케이트                | |
| 2010년 | 먹고 기도하고 사랑하라     | 엘리자베스 길버트     | |
| 2011년 | 러브, 웨딩, 메리지         | 테라피스트(목소리)    | |
| 2011년 | 로맨틱 크라운              | 메르세데스 테이노     | |
| 2012년 | 백설공주                   | 왕비                  | |
| 2013년 | 어거스트: 오세이지 카운티  | 바버라                | |
| 2016년 | 머니 몬스터                | 패티 펜               | |
| 2016년 | 마더스 데이                |                       | |
| 2017년 | 스머프: 비밀의 숲          |                       | |
| 2017년 | 원더                       | 이자벨 풀먼           | |
| 2018   | 벤 이즈 백                 | 홀리                  | |
| 2023   | 리브 더 월드 비하인드      | 어맨다                | |
| 2025   | 애프터 더 헌트             | 알마 올슨             | |

### 텔레비전 드라마/방송
- 1987년 《크라임 스토리》 - 트레시 역
- 1988년 《Miami Vice》 - 폴리 윌러 역
- 1988년 《바자 오클러호머》 - 캔디 허친스 역
- 1996년 《프렌즈》 - 수지 모스 역
- 1999년 《로우 & 오더》 - 카트리나 러들러 역
- 2003년 《자유:미국의 역사》
- 2010년 《아이티에 희망을》 - 본인 역

## 수상 내역
- 2015년 그레이스 엘렌 어워즈 TV드라마부문 여우조연상('노멀 하트')
- 2014년 프리즘어워즈 영화부문 올해의 배우상('어거스트: 가족의 초상')
- 2014년 제25회 팜스프링스 국제영화제 스포트라이트상('어거스트: 가족의 초상')
- 2013년 제17회 헐리우드 영화제 여우조연상('어거스트: 가족의 초상')
- 2011년 아메리칸 소셔티 오브 시네마토그레퍼스 어워즈 장관상
- 2010년 제58회 산세바스티안 국제영화제 연기 부문 평생공로상
- 2007년 제22회 아메리칸 시네마테크 어워드 올해의 배우상
- 2005년 제31회 피플스 초이스 어워즈 가장좋아하는 여자배우상
- 2005년 제31회 피플스 초이스 어워즈 가장좋아하는 웃음상
- 2004년 전미 영화 비평가협회상 최우수 캐스팅상('클로저')
- 2004년 제30회 피플스 초이스 어워즈 가장좋아하는 여자배우상
- 2003년 제29회 피플스 초이스 어워즈 가장좋아하는 여자배우상
- 2002년 제28회 피플스 초이스 어워즈 가장좋아하는 여자배우상
- 2001년 브라보오토어워즈 여우주연상
- 2001년 제6회 크리틱스 초이스 시상식 여우주연상('에린 브로코비치')
- 2001년 제7회 미국 배우 조합상 영화부문 여우주연상('에린 브로코비치')
- 2001년 제10회 MTV 무비 어워드 여우연기상('에린 브로코비치')
- 2001년 주피터어워즈 외국여자배우상('멕시칸')
- 2001년 제73회 미국 아카데미 시상식 여우주연상('에린 브로코비치')
- 2001년 제54회 영국 아카데미 시상식 여우주연상('에린 브로코비치')
- 2001년 제58회 골든 글로브 시상식 드라마부문 여우주연상('에린 브로코비치')
- 2001년 샌디에고 영화 비평가협회상 여우주연상('에린 브로크비치')
- 2001년 제72회 미국 영화 비평가협회상 여우주연상('에린 브로크비치')
- 2001년 틴 초이스 어워드 초이스 무비 여자배우상('에린 브로코비치')
- 2001년 제27회 피플스 초이스 어워즈 가장좋아하는 여자배우상('에린 브로크비치')
- 2001년 샌프란시스코 영화 비평가협회상 여우주연상('에린 브로코비치')
- 2001년 제21회 런던 영화 비평가협회상 여우주연상('에린 브로코비치')
- 2001년 제35회 전미 영화 비평가협회상 여우주연상('에린 브로코비치')
- 2001년 엠파이어 여우주연상('에린 브로코비치')
- 2001년 블록버스터 엔터테인먼트 어워드 드라마부문 좋아하는 여자배우상('에린 브로코비치')
- 2000년 제26회 로스앤젤레스 영화 비평가협회상 여우주연상('에린 브로크비치')
- 2000년 주피터어워즈 외국여자배우상('에린 브로크비치')
- 2000년 제26회 피플스 초이스 어워즈 가장좋아하는 여자배우상('노팅힐')
- 2000년 브라보오토어워즈 여우주연상
- 1999년 브라보오토어워즈 여우주연상
- 1998년 블록버스터 엔터테인먼트 어워드 드라마부문 좋아하는 여자배우상('스텝맘')
- 1998년 제24회 피플스 초이스 어워즈 가장좋아하는 여자배우상('스텝맘')
- 1998년 쇼웨스트어워즈 국제적인 여자배우상
- 1997년 블록버스터 엔터테인먼트 어워드 코미디부문 좋아하는 여자배우상('내 남자친구의 결혼식')
- 1997년 블록버스터 엔터테인먼트 어워드 서스펜스부문 좋아하는 여자배우상('컨스피러시')
- 1997년 헤이스 푸딩 씨어트리컬 올해의 여성상
- 1994년 제28회 전미 영화 비평가협회상 최우수 캐스팅상('프레타 포르테')
- 1994년 제20회 피플스 초이스 어워즈 가장좋아하는 드라마틱한 여자배우상('펠리칸 브리프')
- 1992년 브라보오토어워즈 여우주연상
- 1992년 제18회 피플스 초이스 어워즈 가장좋아하는 드라마틱한 여자배우상('사랑을 위하여')
- 1992년 제18회 피플스 초이스 어워즈 가장좋아하는 코미디여자배우상('후크')
- 1991년 브라보오토어워즈 여우주연상
- 1991년 키즈 초이스 어워즈 가장좋아하는 여자배우상('귀여운 여인')
- 1991년 제17회 피플스 초이스 어워즈 가장좋아하는 여성엔터테이너상
- 1991년 제17회 피플스 초이스 어워즈 가장좋아하는 여자배우상('귀여운 여인')
- 1991년 쇼웨스트어워즈 올해의 여자배우상
- 1991년 블림프 어워드 좋아하는 여배우상('귀여운 여인')
- 1991년 제48회 골든 글로브 시상식 뮤지컬/코미디부문 여우주연상('귀여운 여인')
- 1990년 주피터어워즈 외국여자배우상('귀여운 여인')
- 1990년 제47회 골든 글로브 시상식 여우조연상('철목련')
- 1990년 브라보오토어워즈 여우주연상

## 참고 문헌
- Julia: Her Life by James Spada (New York: St Martin's Press, 2004)[14]
- Julia Roberts: America's Sweetheart by Mark Bego (New York: AMI Books, 2003)[15]
- Julia Roberts Confidential: The Unauthorised Biography by Paul Donnelley (London: Virgin, 2003)[16]
- Julia Roberts: Pretty Superstar by Frank Sanello (Edinburgh: Mainstream 2000)[17]